# Políptico flamengo do Altar do Senhor Jesus (Michiel Coxie)
O Políptico flamengo do Altar do Senhor Jesus é um conjunto de quatro pinturas a óleo sobre madeira do artista flamengo Michiel Coxie e da sua oficina pintadas em 1581 para a Sé Catedral do Funchal onde ainda se encontram ladeando o Crucifixo do Retábulo do Altar do Senhor Jesus (no transepto).
O Políptico flamengo do Altar do Senhor Jesus é constituído pelas seguintes pinturas:
- Encontro de S. Joaquim e Santa Ana (180 x 90 cm),
- Adoração dos Reis Magos (90 x 100 cm),
- Fuga para o Egipto (180 x 90 cm) e
- Circuncisão de Jesus (90 x 100 cm).

A Confraria do Bom Jesus patrocinou, em 1677, a remodelação do transepto sul da Sé Catedral do Funchal, onde estava o altar de Santa Ana, mediante a colocação em volta de uma estátua de Cristo crucificado das quatro pinturas de Michael Coxcie, acima das quais ficaram três outras pinturas sobre tela posteriores, alteração que teve em vista dar mais destaque à temática cristológica.:80
O historiador Fernando A. Baptista Pereira sugere que as pinturas flamengas de Michael Coxcie possam ter sido uma encomenda de Filipe I para copiar o seu avô D. Manuel nas ofertas à Sé do Funchal, considerando ainda que podem ter existido no primitivo Retábulo do Altar de Santa Ana (substituído pelo actual do Senhor Jesus) outras pinturas a completar a invocação a Santa Ana.:215
O actual Retábulo do Altar do Bom Jesus é portanto do último quartel do século XVII, em estilo renascença, e, para além da peça central que é um Crucifixo em madeira e das quatro pinturas sobre madeira flamengas que o ladeiam, é ainda constituído por três pinturas sobre tela posteriores, colocadas no topo do retábulo, que são Ressurreição de Cristo, S. Pedro e S. Paulo.

## Descrição

### Encontro de Santa Ana e S. Joaquim na Porta Dourada

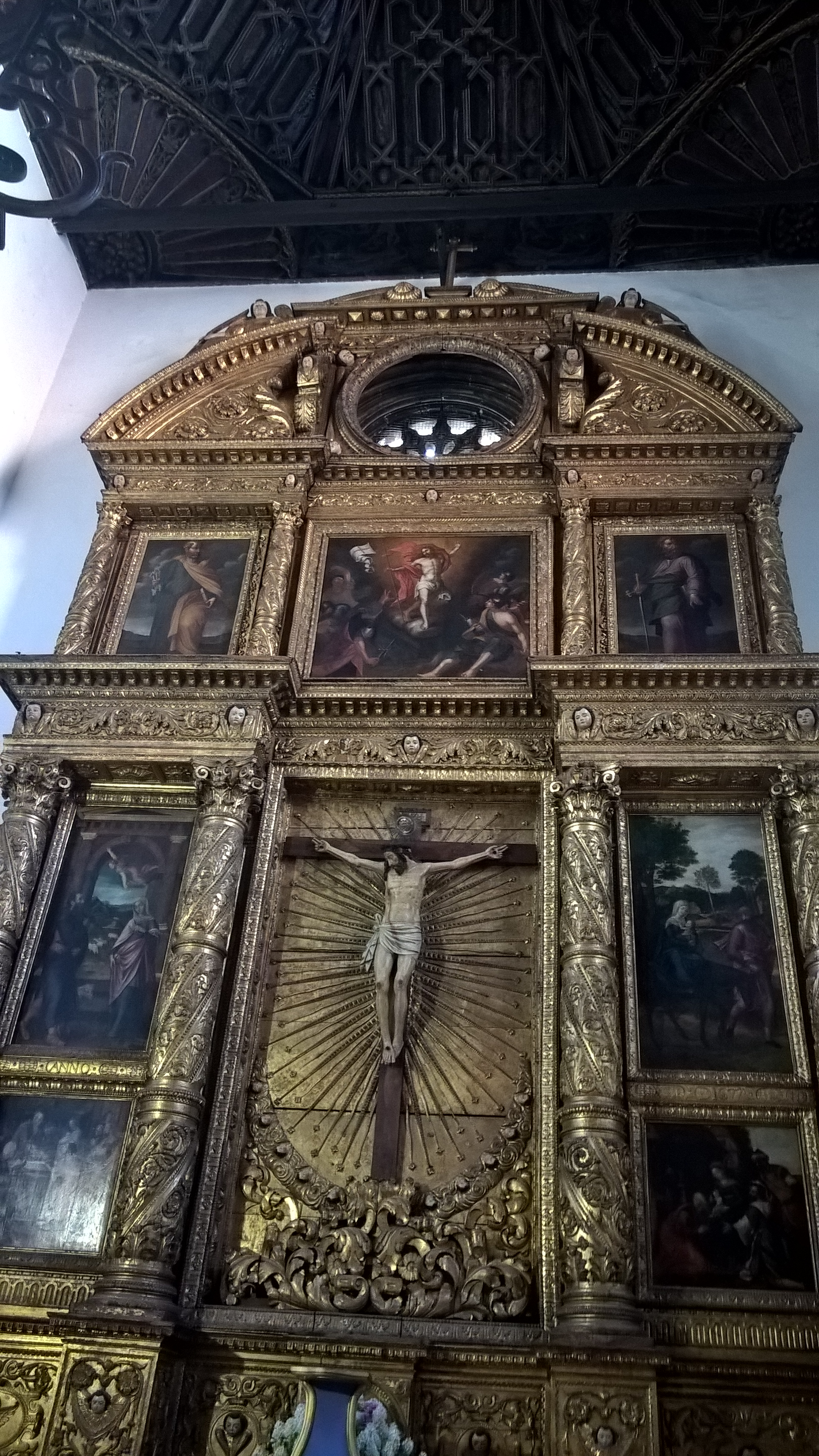
Retábulo do Altar do Senhor Jesus na Sé Catedral do Funchal

O Encontro de Santa Ana e S. Joaquim na Porta Dourada representa o episódio apócrifo homónimo da vida da Virgem Maria.
As figuras de Santa Ana e São Joaquim ocupam naturalmente o primeiro plano havendo um largo espaço entre eles por onde se vislumbra uma paisagem em grande profundidade. Está ainda um anjo a pairar sobre eles para o qual olha S. Joaquim e que com um braço parece indicar a ordem divina e com o outro o ventre de Santa Ana. A pintura parece condensar dois episódios num só, o do Encontro na Porta Dourada e o do Anúncio do Anjo a S. Joaquim, neste caso pela presença de um rebanho na paisagem em fundo e de uma ovelha junto ao Santo e de um cajado de pastor na mão dele. Nas vestes nota-se o contraste vivo entre o rosa, os azuis e os verdes.
A Porta Dourada é representada por uma estrutura bastante despojada, como é comum noutras obras de Michael Coxcie, consistindo numa arcada dórica com pedestal encimada por um friso e frontão triangular. Para além da Porta Dourada vislumbra-se um prado com um pequeno rebanho de ovelhas, mais ao fundo um rio atravessado por uma ponte e ao longe montanhas e edifícios.
Segundo Isabel Santa Clara, Michael Coxcie tratou por diversas vezes a figura dos pais da Virgem Maria, como na Genealogia Temporal de Cristo, do Escorial, no Tríptico do Trânsito da Virgem, do Prado, no S. Joaquim expulso do Templo do Díptico da Redenção, e em A Virgem com o Menino, Santa Ana e S. Joaquim, também no Escorial, onde o tipo de S. Joaquim é sensivelmente o mesmo, excepto no último quadro em que surge mais envelhecido.

### Adoração dos Magos
A Adoração dos Magos representa o episódio bíblico homónimo da vida de Jesus.
A Virgem Maria e o Menino Jesus ocupam o centro da pintura, organizando-se os Magos em torno deles e tendo S. José uma presença bastante discreta, num plano mais recuado e pouco iluminado. Em primeiro plano estão dois Magos ambos ajoelhados, Belchior do lado esquerdo em posição de oração  levando a mão ao peito, gesto que Coxcie repetidamente coloca nas suas figuras, e Gaspar do lado direito de braços abertos, enquanto Baltazar está de pé mais atrás trazendo na mão a sua oferenda.
No chão estão duas coroas reais em sinal de respeito e um vaso aberto com o ouro, enquanto outra taça está pousada mais atrás num parapeito. Os vasos cobertos que contêm as oferendas são ornamentados com pérolas e pedras preciosas, não havendo diferenciação entre eles. As preferências cromáticas e as respectivas combinações são as habituais em Coxcie, constituindo a riqueza dos trajes dos Magos um pretexto para o seu exercício. Tal como no caso seguinte, a paisagem insere-se na tradição flamenga com uma casa típica da região.

### Fuga para o Egipto

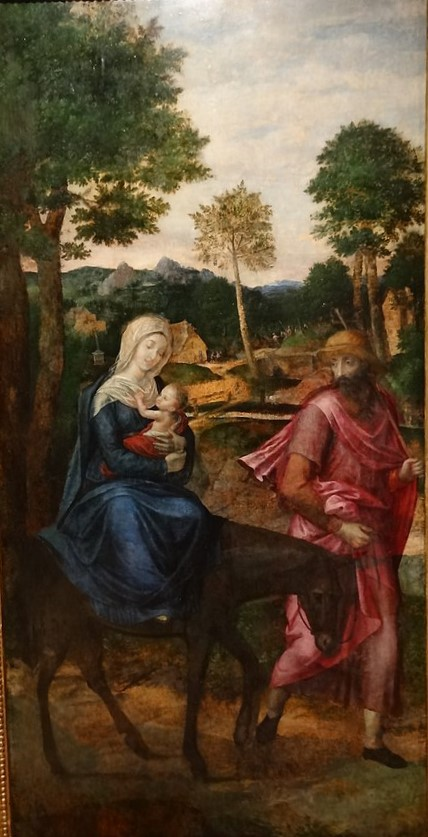
Fuga para o Egipto

A Fuga para o Egipto representa o episódio bíblico homónimo da vida de Jesus sendo a única das quatro pinturas que está assinada e datada. Quando de um anterior restauro, foi possível ler, numa primeira linha, "Michael de Coxcuo", na linha seguinte, "pictor Regius Philippi" e depois a indicação da data de execução, "Anºde m d L xxx I" (1581).
As figuras principais seguem um modelo tradicional em que a Virgem Maria segue com o Menino Jesus ao colo sentada sobre o burro e S. José caminha com um bastão sobre o ombro e se volta num gesto protector para eles. Um grupo de soldados a cavalo aproxima-se de uma das casas à porta da qual estão alguns camponeses, cena que pode ser alusão ao Massacre dos Inocentes.
Para Isabel Santa Clara, do Políptico esta pintura é a mais representativa da tradição flamenga pelo tipo de paisagem, não só no tipo de casas rurais de empenas inclinadas como no pequeno canal que a atravessa horizontalmente. Também nesta pintura se observa o colorido típico de Michael Coxcie, sobretudo no do vestuário, já que a extensão da paisagem exigiu uma grande zona de tonalidades mais esbatidas de que se destaca a árvore isolada ao centro sobre a qual incide uma luz dourada do fim do dia.

### Circuncisão
A Circuncisão representa o episódio bíblico homónimo da vida de Jesus.
O Menino Jesus iluminado é o centro da cena estando seguro sobre uma mesa circular coberta de toalha branca por um ancião de barbas compridas enquanto o Mohel de cabeça coberta segundo a tradição judaica se prepara para efectuar a Circuncisão com uma faca de sílex. A caracterização iconográfica das restantes figuras não é clara. Em primeiro plano, ligeiramente na direita, está uma figura feminina ajoelhada que tem nas mãos um pequeno cofre como oferta que se supõe ser a Virgem Maria. Uma figura masculina assiste de pé ao lado do mohel com uma mão junto à mesa e a outra devotamente colocada sobre o peito que deve ser S. José.
Em primeiro plano, à esquerda, uma figura feminina idosa sentada lê um livro e, tal como no caso do pequeno cofre, parece tratar-se da inclusão de iconografia da Apresentação no Templo em que está presente a profetisa Ana. Duas outras figuras masculinas assistem à cerimónia do lado direito, uma em primeiro plano com um livro fechado numa mão. O interior do templo é indicado por elementos arquitectónicos simples e pelo cortinado que se abre ao fundo enquadrando as personagens principais.
Para Isabel Santa Clara, as figuras agrupam-se em torno do Menino Jesus que está iluminado mais intensamente, apresentando as outras figuras movimentos e torções que animam ritmicamente a composição sem contradizer a atitude respeitosa deles. O colorido, tal como nas outras pinturas, é avivado por contrastes entre as tonalidades preferidas de Coxcie, os rosas, laranjas, verdes e azuis obtidos por mistura. E a figura da anciã é uma citação da Sibila Persa de Miguel Ângelo do tecto da Capela Sistina a que Michael Coxcie repetidamente recorre, como no caso da Circuncisão da Catedral de St. Rombout de Malines, e nas tábuas do Nascimento da Virgem e da Apresentação no Templo pertencentes ao Tríptico do Trânsito da Virgem. À Sibila Persa era atribuída uma profecia relacionada com o triunfo da Virgem sobre a fera do Apocalipse.

## História
A Confraria do Bom Jesus deve ter tido grande projecção pois teve sob o seu patrocínio a decoração do transepto sul da Sé Catedral do Funchal onde estava o altar de Santa Ana, tendo patrocinado, na remodelação de 1677, a colocação em volta de uma estátua de Cristo crucificado as quatro pinturas de Michael Coxcie, Encontro na Porta Dourada, Fuga para o Egipto, Adoração dos Reis Magos e Circuncisão, acima das quais ficaram três telas representando respectivamente S. Pedro e S. Paulo e a Ressurreição, estando esta ao centro. A alteração foi da iniciativa de D. Jerónimo Barreto que pretendeu dar mais destaque à temática cristológica.:80
Fernando A. Baptista Pereira sugere que as pinturas possam ter sido uma encomenda de Filipe I para imitar o seu avô D. Manuel nas ofertas à Sé do Funchal que foi um dos templos mais beneficiados por este rei com ricas ofertas, adiantando ainda que podem ter existido no primitivo Retábulo do Altar de Santa Ana (substituído pelo actual) outras pinturas a completar a invocação a Santa Ana.:215
Relativamente à questão da serem inteiramente executadas por Michael Coxcie, tendo em conta a sua avançada idade de 82 anos em 1581, Rui Carita admite que possa ter sido um trabalho dos filhos dele. No entanto, há registos da sua actividade posterior, pois em 1588 assina o Martírio de S. Jorge para a igreja de Saint Rombout, em Malines, e no ano da sua morte, 1592, termina o Tríptico de Santa Gudula e vai a Antuérpia retocar o Juízo de Salomão que tinha feito dez anos antes.  Mesmo que a sua assinatura funcione como marca da oficina, e não excluindo colaborações dos filhos na execução das pinturas, Coxcie foi um pintor que se manteve activo até ao fim da sua longa vida.:215

## Apreciação
Estas pinturas do século XVI foram sumariamente referidas por Eduardo N. Pereira como valiosíssimas e por Cayola Zagallo como sendo de boa qualidade, mas estes autores só identificaram correctamente os temas da Fuga para o Egipto e a Adoração dos Magos, talvez por estarem enegrecidas. Pita Ferreira elogia também as pinturas considerando-as todas do mesmo autor por comparação dos tipos utilizados, e destacando a perfeição do desenho e a composição das cenas que revelam um bom artista da escola flamenga.
Após os trabalhos de restauro efectuados em 1996 e 1997 ficou visível uma assinatura na Fuga para o Egipto que estava em zona habitualmente oculta pela moldura. Segundo Rui Carita «fotografaram-se de imediato os painéis e foram contactados os historiadores Vítor Serrão e Luís Teixeira para o seu estudo. O doutor Luís Teixeira fotografou demoradamente todos os painéis por reflectografia. Apareceu então uma larga obra de oficina, onde a par do desenho directo, por vezes várias emendado, igualmente foram aplicados decalques, reconhecíveis pelo ponteado. A assinatura, bastante gasta nalguns pontos, foi colocada sobre matéria cromática, mas apresenta indícios de ser contemporânea da mesma».:214
Entretanto, em 1997, Fernando A. Baptista Pereira publica um artigo em que faz a leitura da inscrição como sendo "Michael de Coxcie / Pictor Regis Pinxit/ Anº Mdlxxxl" e defende também que as quatro pinturas são do mesmo autor. Para ele são evidentes as afinidades estilísticas entre as quatro pinturas, o mesmo desenho fino e amaneirado da figura, havendo modelos que claramente se repetem, como já havia notado Pita Ferreira, o carácter “rafaelesco” nas poses serenas e espiritualizadas dos modelos. Nota também o modo nitidamente flamengo de organizar a composição e, sobretudo, o tratamento dos fundos paisagísticos (lembrando mais as soluções da geração anterior do que as dos seus contemporâneos), o colorido “maneirista” em que predominam as transparências, os amarelos alaranjados brilhantes e as diferentes tonalidades de rosa. Acrescenta que é possível aproximar todas estas características com a obra reconhecida do pintor, designadamente com o Tríptico da Ceia de Cristo, no Museu de Bruxelas, datado de 1576, ou com o Martírio de S. Sebastião, no Museu de Antuérpia, datado de 1575, próximos da data de execução do Políptico da Sé do Funchal e assinados com grafia semelhante».
Ainda para Baptista Pereira, o jogo cromático de Michael Coxcie é sensivelmente o mesmo que se encontra em David e Golias (Escorial), ou no mais tardio Retábulo da Catedral de Saint Rombout, em Malines (1580), em que as variações em torno dos azuis, dos verdes, dos laranjas, dos rosas, são postas lado a lado numa relação conflitual que o Maneirismo tanto utilizou, colhido em obras de Pontormo como a Ceia de Emaús (Galleria degli Uffizi), ou nas tonalidades aciduladas de Miguel Ângelo evidentes nos frescos no tecto da Capela Sistina.